# Natasa Janicsová
Natasa Janicsová (Наташа Душев-Јанић, Dusev-Janics Natasa, * 24. června 1982 Bačka Palanka) je maďarská kanoistka srbského původu.
Její otec Milan Janić byl na kajaku medailistou na mistrovství světa a olympijských hrách. Do roku 2001 reprezentovala Jugoslávii, pak se stala členkou klubu DÉMÁSZ-Szeged a maďarské reprezentace. Na olympijských hrách 2004 vyhrála závody K-1 a K-2 na 500 metrů, v roce 2008 vyhrála K-2 na 500 metrů a byla druhá v K-4 na 500 metrů, na OH 2012 byla druhá v K-4 na 500 metrů a třetí v K-1 na 200 metrů. Je dvacetinásobnou mistryní světa: K-1 200 m: 2007, 2009, 2010; K-2 200 m: 2005, 2006, 2009, 2010; K-2 500 m: 2005, 2006; K-2 1000 m: 2005, 2006; K-4 200 m: 2002, 2003, 2006; K-4 500 m: 2006, 2009, 2010; K-4 1000 m: 2003, 2006; K-1 200 m štafeta: 2013. Na mistrovství Evropy získala osmnáct zlatých medailí: K-1 200 m: 2007, 2010, 2012; K-1 500 m: 2004; K-2 200 m: 2005, 2010, 2012; K-2 500 m: 2005, 2006, 2010, 2012; K-2 1000 m: 2005, 2006; K-4 200 m: 2006, 2009; K-4 500 m: 2006, 2013; K-4 1000 m: 2006. V letech 2004 a 2010 byla zvolena maďarskou sportovkyní roku, získala Řád zásluh o Maďarskou republiku. V roce 2016 přerušila kariéru z důvodu diskopatie, v roce 2018 se k závodění vrátila.
V roce 2010 se provdala za bulharského kanoistu Andriana Duševa, mají dceru Milanu.